# Noyers-Bocage
Noyers-Bocage är en kommun i departementet Calvados i regionen Normandie i norra Frankrike. Kommunen ligger i kantonen Villers-Bocage som ligger i arrondissementet Caen. År 2018 hade Noyers-Bocage 1 223 invånare.

## Befolkningsutveckling
Antalet invånare i kommunen Noyers-Bocage
Referens:INSEE